# 天津市滨海新区公安局天津港分局
天津市滨海新区公安局天津港分局，是天津市滨海新区天津港地区已撤销的地方公安机关。

## 沿革

### 企业公安时期
1950年9月，天津市公安局派四处第三科常驻港区，负责内部保卫工作。翌年4月，三科划归天津区港务局为保卫科，另设消防队和港警队，总编制110人；
1952年5月，经天津市人民政府批准，天津区港务局保卫科升格为保卫处，下设保卫科、检查科、港警队、消防队，总编制146人。管辖市区内小孙庄机床厂、天津搬运公司和驳船修理厂、新港船厂、新河船厂及秦皇岛港务局的公安保卫工作；
1953年、1957年两次缩编，1963年更名为公安处。
1966年8月，公安处扩编为交通部北方区海运公安局天津分局，下属保卫股亦扩充为派出所，后更名为天津港公安局；
1984年，天津港体制改革，天津港公安局受天津市公安局和交通部公安局双重领导。翌年纳入天津市公安序列，行使分局职权；

### 交通公安时期
2001年11月，天津市公安局机构改革，天津港公安局列为天津市公安局第十四处，对外仍以天津港公安局名义行使分局职权。
改革前，天津港公安局是国家派驻港口的行政执法和刑事司法机关，系国家为保卫港口水运交通安全组建的专业执法队伍，负责天津港区范围内近260平方公里陆域、水域、抵港船舶、天津港（集团）公司所属单位及相关毗邻区域的公安保卫工作，现为正处级建制。但天津港公安局的民警并不属于公务员编制，而是属于企业员工编制，薪水由天津港（集团）有限公司发放，任免也由企业决定。但他们有警号，着警服，按照警察的工作规范进行要求，拥有配枪，有执法权。这支警力队伍在业务上受交通部公安局和天津市公安局双重领导，在业务上以天津市公安局领导为主。行政和人事上却受天津港（集团）有限公司管理。但是交通部公安局在名义上也有行政和人事管理权。换句话说，天津港公安局局长需要得到天津港集团和交通部双方任命，并抄送天津市公安局。
天津港“8.12”特别重大火灾爆炸事故后，距事发地点仅200余米的天津港公安局跃进路派出所和天津港公安局交通警察支队的办公楼顷刻间只剩残骸。副局长陈嘉华，北港分局局长刘峰，王万强，宁书伟等当晚值班人员及多名出勤民警至今失联。

### 地方公安时期
2018年12月，中共中央办公厅、国务院办公厅印发《行业公安机关管理体制调整工作方案》，按照“警是警、政是政、企是企”的要求，将铁路公安、森林公安、交通公安由双重领导调整为公安部领导。次年，天津港公安局撤销，组建天津市滨海新区公安局天津港分局，为地方行政机关序列。
2022年，天津市滨海新区公安局全面启动公安管理体制改革，顺利完成了11个分局和天津港分局的撤并转隶。改革后，天津市滨海新区公安局天津港分局撤销。

## 机构设置
改革前，天津港公安局设置政治处、后勤保障科、计划财务科3个综合管理机构；指挥中心、刑事侦查支队、治安管理支队、交通警察支队、消防支队等15个执法勤务机构；东疆分局、北港分局、南港分局3个副处级派出机构及10个派出所。现有在编民警590名（计划编制1000名），文职153名，合同制消防战斗员240名，保安队员1500余名。
2018年改革后，滨海天津港分局设置下列机构：

### 派出所
- 东环路派出所
- 北京道派出所
- 跃进路派出所
- 二号路派出所
- 南疆路派出所
- 客运派出所